# Martina Ebm

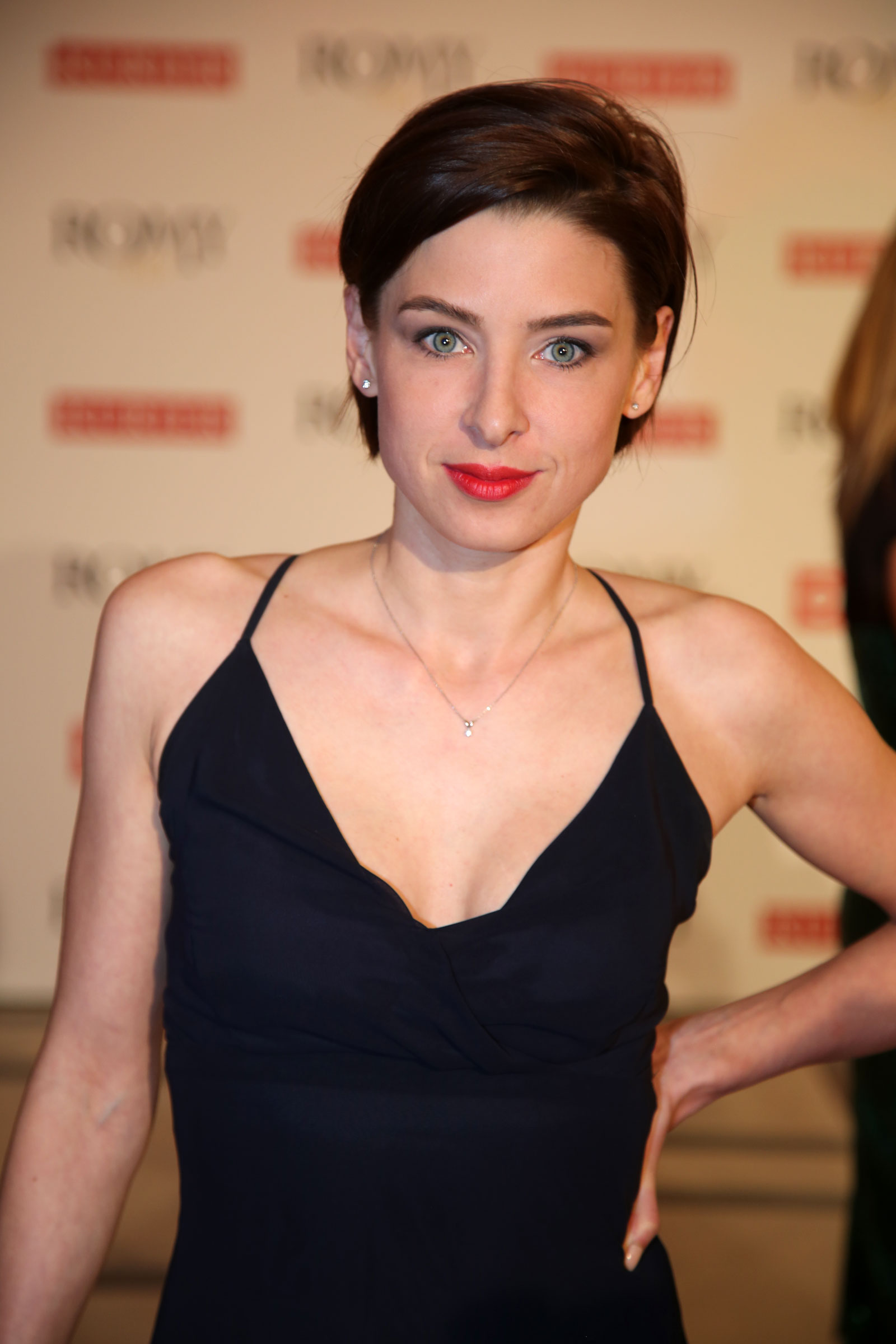
Martina Ebm bei der Romyverleihung 2015

Martina Ebm (* 24. Februar 1982 in Wien) ist eine österreichische Schauspielerin.

## Leben
Martina Ebm wurde in Wien geboren, zog mit sieben Jahren nach Mondsee in Oberösterreich, wo sie die Sporthauptschule besuchte. Sie betrieb unter anderem Gerätturnen und Judo und wurde Judo-Juniorenmeisterin. Nach der Matura in Salzburg kehrte sie nach Wien zurück. Ab 2001 studierte sie zunächst an der Universität Wien Internationale Betriebswirtschaftslehre und ab 2002 an der Medizinischen Universität Wien. Ab 2004 studierte sie Theater-, Film- und Medienwissenschaft an der Universität Wien, das Studium schloss sie 2010 mit der Diplomarbeit zum Thema The foundation of acting is the reality of doing: die Amerikanisierung der Schauspieltheorie Stanislawskis durch Sanford Meisner ab. Im Dezember 2007 absolvierte sie die paritätische Bühnenreifeprüfung, anschließend folgte ein sechswöchiger Kurs an der New York Film Academy.

### Theater
Ab 2008 war sie unter anderem am Schubert Theater, am Wiener Schauspielhaus, an der Komödie am Kai und beim Salzburger Straßentheater zu sehen. Von 2011 bis 2013 verkörperte sie die Rolle der jungen Alma im von Paulus Manker inszenierten Polydrama Alma – A Show Biz ans Ende.
Seit Herbst 2014 ist sie Ensemblemitglied am Theater in der Josefstadt, wo sie unter anderem als Kati in Nestroys Der Zerrissene sowie in der Uraufführung von Christopher Hamptons Eine dunkle Begierde in der Rolle der Sabina Spielrein auftrat und in der Rolle der Inken Peters in Vor Sonnenuntergang, als Mädchen in Am Ziel und als Fritzi in Anatol zu sehen war. Im März 2018 feierte sie an den Wiener Kammerspielen mit der Uraufführung von Christopher Hamptons All About Eve basierend auf dem gleichnamigen Film in der Titelrolle als Eve Harrington Premiere, im September 2018 mit der Uraufführung der Komödie Vier Stern Stunden von Daniel Glattauer in der Rolle der Lisa. Anfang Oktober 2020 spielte sie in der aufgrund der COVID-19-Pandemie verschobenen Uraufführung von Das Geheimnis einer Unbekannten von Christopher Hampton (deutsche Übersetzung von Daniel Kehlmann) basierend auf Stefan Zweigs Novelle Brief einer Unbekannten am Theater in der Josefstadt neben Michael Dangl als Stefan die Rolle der Marianne.
Im Sommer 2021 las sie gemeinsam mit Manuel Rubey im Schwimmenden Salon von Angelika Hager im Thermalbad Bad Vöslau aus dem französischen Roman Rose Royal von Nicolas Mathieu. In Nachtland von Marius von Mayenburg mit Silvia Meisterle und Susa Meyer stand sie ab Oktober 2024 an den Kammerspielen der Josefstadt als Nicola auf der Bühne. Im Jänner 2025 spielte sie in der Uraufführung von Azur oder die Farbe von Wasser von Lisa Wentz mit Katharina Klar die Rolle der Karla.

### Film und Fernsehen
2013 spielte sie in der Verfilmung von Kurt Palms Roman Bad Fucking die Hauptrolle. Von 2015 bis 2019 war sie in der ORF-Fernsehserie Vorstadtweiber in einer der Hauptrollen als Caroline „Caro“ Melzer zu sehen. Die vierte Staffel, die ab September 2019 erstausgestrahlt wurde, war Martina Ebms vorerst letzte. In der sechsten und letzten Staffel kehrte sie zurück.
2017 stand sie für Dreharbeiten zur ORF/ARD-Komödie Dennstein & Schwarz – Sterben macht Erben vor der Kamera, in der sie an der Seite von Maria Happel eine Anwältin verkörpert. Im August 2019 begannen die Dreharbeiten zu zwei weiteren Folgen der Fernsehfilmreihe Dennstein & Schwarz. Im Sommer 2021 drehte sie unter der Regie von Michi Riebl für die ORF/BR-Serie Alles finster – Überleben für Anfänger, die von einem Blackout handelt und in der sie an der Seite von Holger Schober die Rolle der Agnes übernahm.
Von 2021 bis 2023 war sie in fünf Episoden der ORF/ZDF-Krimireihe Die Toten vom Bodensee als Miriam Thaler, an der Seite von Matthias Koeberlin, zu sehen. Im Fernsehkrimi Meiberger – Mörderisches Klassentreffen von ServusTV mit Fritz Karl als Gerichtspsychologen Thomas Meiberger verkörperte sie die Rolle der Ermittlerin Anna Doppler. In der Dokumentation Ruth Maier – die Anne Frank von Österreich (2022) aus der Reihe Menschen & Mächte las sie aus den Tagebüchern von Ruth Maier.

### Privates
Ebm ist mit dem Wiener Regisseur Umut Dağ liiert. 2017 wurde sie Mutter von Zwillingen, 2019 wurde ihr drittes Kind geboren. Ihr Vater ist der Internist Walter Ebm, Mitbegründer und Miteigentümer der Wiener Privatklinik.

## Auszeichnungen und Nominierungen
- 2016: Mostdipf-Preis der Oberösterreichischen Nachrichten[40]
- 2019: Romyverleihung 2019 – Nominierung in der Kategorie Beliebteste Schauspielerin Serie/Reihe für Vorstadtweiber[41]

## Filmografie (Auswahl)
- 2010: FC Rückpass – Gruppenspiel (Fernsehserie)
- 2010: Spuren des Bösen (Fernsehfilm)
- 2011: Die Lottosieger – Trotz Krise Beziehungen? (Fernsehserie)
- 2013: CopStories – Strizzi (Fernsehserie)
- 2013: Bad Fucking
- 2013: Allein (Kurzfilm)
- 2014: Die Hebamme (Fernsehfilm)
- 2014: SOKO Kitzbühel – Terra Cara (Fernsehserie)
- 2014: Clara Immerwahr (Fernsehfilm)
- 2014: Manie (Kurzfilm)
- 2015–2021: Vorstadtweiber (Fernsehserie, 40 Folgen)
- 2016: SOKO Donau/SOKO Wien – Außer Kontrolle (Fernsehserie)
- 2018–2020: Dennstein & Schwarz (Fernsehreihe)
  - 2018: Sterben macht Erben
  - 2019: Pro bono, was sonst!
  - 2020: Rufmord
- 2018: Der Alte – In voller Absicht (Fernsehserie)
- 2021: SOKO Donau/SOKO Wien – Klassenkampf (Fernsehserie)
- 2021–2023: Die Toten vom Bodensee (Fernsehreihe)
  - 2021: Der Seelenkreis
  - 2022: Das zweite Gesicht
  - 2022: Unter Wölfen
  - 2023: Nemesis
  - 2023: Der Nachtalb
- 2021: Meiberger – Mörderisches Klassentreffen (Fernsehfilm)
- 2022: Alles finster (Fernsehserie)
- 2022: Schrille Nacht (Fernsehfilm)
- 2024: Blind ermittelt – Tod im Palais (Der Wien-Krimi: Blind ermittelt – Totenreich)
- 2024: Tiefwassertaucher unterm Dach (Fernsehfilm)
- 2024: Anton Bruckner – Das rätselhafte Genie (Fernsehdokumentation)
- 2025: SOKO Donau/SOKO Wien – Der Fremde (Fernsehserie)
- 2025: Tatort: Messer (Fernsehreihe)
- 2025: Polizeiruf 110: Widerfahrnis (Fernsehreihe)